# Comunión Tradicionalista (2001)
La Comunión Tradicionalista (CT) es una agrupación política de ideario carlista y tradicionalista que propugna la recuperación de la monarquía tradicional como forma de gobierno. La Comunión estuvo organizada en torno a la Secretaría Política del príncipe Sixto Enrique de Borbón, a quien reconoce como abanderado. Actualmente es dirigida exclusivamente por Miguel Ayuso. 

## Historia
La organización se declara continuadora de la Comunión Tradicionalista reorganizada en 1975 y de la anterior Comunión Tradicionalista histórica. Fue constituida por carlistas que se separaron de la Comunión Tradicionalista Carlista (CTC), organización establecida en 1986 a la que habían concurrido los antiguos seguidores de Sixto Enrique.
En 2001 Sixto Enrique designó jefe de su Secretaría Política al pensador e histórico dirigente carlista Rafael Gambra. Tras su fallecimiento en 2004, fue sucedido por Miguel Ayuso, al que sustituiría en 2010 José Miguel Gambra, hijo del primero. En octubre del año 2021 José Miguel Gambra renunció al cargo, pero manteniéndose activo dentro de la organización.
Los antecedentes inmediatos de la organización se hallan en las Juventudes Tradicionalistas de España (JTE), asociación constituida a finales de la década de 1990 bajo la bajo la égida doctrinal de Rafael Gambra. Esta agrupación procedía de las juventudes de unos círculos escindidos de la CTC y se inspiraba en la anterior Agrupación de Juventudes Tradicionalistas (AJT). En palabras de Víctor Javier Ibáñez, uno de sus dirigentes, en 2001 Gambra congregó a aquellos jóvenes «para reconstruir la Comunión Tradicionalista y para instar a los sobrinos del Abanderado a aceptar los principios de la Causa». En un acto carlista en el Cerro de los Ángeles en 2002, Rafael Gambra expuso las razones por las que los carlistas debían reconocer a Don Sixto. Su discurso fue ovacionado, pero también ignorado por otros.
La CTC continuó sin reconocer oficialmente a Don Sixto, de quien Javier Garisoain, dirigente de este partido, dijo en 2008 que «no es el rey de España ni nadie dice que lo sea», reprochándole no haberse puesto siquiera en contacto con su Junta de Gobierno. Aunque afirmó que «doctrinalmente no tenemos ningún problema con ellos», Garisoain se mostró preocupado de que la organización se convirtiese en «una especie de brazo político del lefebvrismo en España». También le pareció poco serio que utilizasen el nombre "Comunión Tradicionalista" para denominarse, afirmando que el nombre correspondía a su organización y que los nuevos sixtinos ni siquiera lo tenían registrado.
La Comunión Tradicionalista sixtina cuenta con diferentes plataformas de difusión ideológica, como son la Agencia Faro, la Agrupación de Estudiantes Tradicionalistas (AET), la Asociación Universitaria Francisco de Vitoria, un total de 31 círculos repartidos por España, Hispanoamérica y las Filipinas, el Consejo de Estudios Hispánicos Felipe II, la Fundación Francisco Elías de Tejada, la Fundación Speiro, La Librería Católica y varios portales y blogs de Internet.
En 2010 inscribió legalmente la Candidatura Tradicionalista (CTRAD), con sede en El Espinar. El 8 de diciembre de 2020, día de la Inmaculada Concepción, puso en marcha el periódico digital La Esperanza como segunda época del diario carlista La Esperanza publicado en Madrid entre 1844 y 1874.
En 2024, se descubrió que Sixto de Borbón se encontraba incapacitado legalmente, bajo la tutela del Estado francés. Su Secretaría Política respondió acusando de la inhabilitación a Carlos Javier de Borbón. El Jefe de su Secretaría Política, Miguel Ayuso, ha sido acusado de ocultar su estado de salud y firmar documentos en su nombre.

## Ideario
Se declara «fiel seguidora de las enseñanzas multiseculares de la Iglesia Católica sobre los fines últimos de la sociedad humana y las normas morales a que deben atenerse sus miembros». Se propone «alcanzar la unidad católica de las Españas, la confesionalidad de sus órganos de gobierno y, por lo mismo, rechaza explícitamente las «doctrinas sociales del modernismo religioso», como ellos denominan, entre otras, a las directrices emanadas del Concilio Vaticano II.
Afirma defender «la constitución natural de las Españas, tal y como ha sido legada por la tradición» y persigue  «mantener la unidad e independencia de la Patria como sociedad suficiente para alcanzar el bien común humano, sin detrimento de la legítima autarquía de sus regiones expresada en sus fueros y con subordinación expresa a los fines últimos de toda empresa humana que sólo en Dios se encuentra». Por ello mismo rechaza tanto los separatismos  como cualquier clase de nacionalismo exacerbado que haga de la Patria un fin en sí mismo.
Se propone mantener o restaurar los fueros y las libertades concretas de las sociedades subordinadas, como son los gremios, corporaciones, cofradías, hermandades, municipios, regiones, reinos y demás comunidades, cuyos fines y medios se conformen a la ley natural y a las enseñanzas de la Iglesia. Por eso se opone a «todo tipo de estatismo y de socialismo que tienda a la homogeneización de la sociedad y a la absorción centralista de todo poder social».
Puede encontrarse una exposición del corpus doctrinal de la Comunión en la obra La sociedad tradicional y sus enemigos (2019) del catedrático José Miguel Gambra, jefe de la Secretaría Política de Sixto Enrique de Borbón-Parma durante 11 años.

## Miembros destacados de la Comunión

### Miembros históricos
- Rafael Gambra Ciudad, catedrático de instituto de filosofía. Fue jefe de la Secretaría Política de Sixto Enrique de Borbón-Parma de 2001 a 2004.
- Alberto Ruiz de Galarreta y Mocoroa (alias Manuel de Santa Cruz), Coronel médico en el Cuerpo de Sanidad de la Armada, escritor e historiador del Carlismo.

### Miembros actuales
- Miguel Ayuso Torres, catedrático de Ciencia Política y Derecho Constitucional en la Universidad Pontifica Comillas de Madrid. Fue jefe de la Secretaría Política de S.A.R. Don Sixto Enrique de Borbón-Parma de 2004 a 2010.
- José Miguel Gambra Gutiérrez, catedrático emérito de Lógica en la Universidad Complutense de Madrid. Fue jefe de la Secretaría Política de S.A.R. Don Sixto Enrique de Borbón-Parma de 2010 a 2021. Permaneció como presidente de la Candidatura Tradicionalista tras su dimisión.[9]
- Ricardo Marques Dip, Magistrado del Tribunal Supremo de São Paulo, profesor en la Pontificia Universidad Católica de São Paulo y de la Universidad Paulista de Santana de Parnaíba. Delegado de S.A.R. Don Sixto Enrique de Borbón en el Brasil y Caballero de la Orden de la Legitimidad Proscrita.
- Luis María de Ruschi, canonista, Notario Mayor en el Tribunal Interdiocesano Bonaerense y consultor del Ministerio de Relaciones Exteriores, Comercio Internacional y Culto.
- Juan Andrés Oria de Rueda Salgueiro, catedrático de Botánica  Forestal, Micología Aplicada y Conservación de Flora protegida en la Universidad de Valladolid.
- Rodrigo Fernández Diez, Maestro en Ciencias Jurídicas por la Universidad Panamericana. Profesor titular de Historia de la Cultura Jurídica (Historia del Derecho Medieval y Moderno) de la Universidad Panoamericana (2019-2023) y Profesor adjunto de Derecho Romano (2016-2023), hasta su despido por su posicionamiento antifeminista.